# Verner Panton

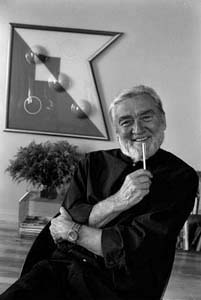
Verner Panton (1996)

Verner Panton (* 13. Februar 1926 in Gamtofte bei Assens; † 5. September 1998 in Kopenhagen) war ein dänischer Architekt und Designer. Er führte als einer der ersten die Pop Art in die Welt der Möbel ein und erlangte internationale Bekanntheit durch seine Entwürfe für Möbel, Leuchten, Textilien und Raumgestaltungen. Er wird als einer der einflussreichsten Möbeldesigner und Innenarchitekten des 20. Jahrhunderts betrachtet.

## Karriere
Panton war der Sohn eines Gastronomen und studierte in den Jahren 1947 bis 1951 an der Technischen Hochschule in Odense und der Königlich Dänischen Kunstakademie in  Kopenhagen und beschäftigte sich mit Farbpsychologie. Er arbeitete von 1950 bis 1952 als Assistent im Designstudio des Architekten Arne Jacobsen. In dieser Zeit war Panton am Entwurf der Ameise beteiligt, dem bekanntesten Stuhl von Arne Jacobsen. Panton setzte sich vom damaligen Stil mit weichen Formen und Naturwerkstoffen ab: Er bevorzugte künstliche Materialien. Nach zwei Jahren verließ er das Studio Jacobsen und Dänemark. In den Jahren 1952 bis 1955 reiste er mit einem zum Zeichenbüro umgebauten VW-Bus quer durch Europa. Hier sammelte er wichtige Eindrücke und es ergaben sich Kontakte mit Herstellern und Händlern. 1955 eröffnete er sein eigenes Designstudio und widmete sich zunächst überwiegend dem Entwurf von Stühlen. Er brachte 1955 mit der ersten Serienproduktion in Zusammenarbeit mit dem Möbelhersteller Fritz Hansen den Bachelor-Chair und Tivoli-Chair heraus und entwarf ein zerlegbares Wochenendhaus, welches auch als Garage genutzt werden konnte. 1958 erweckte er erstmals weltweites Aufsehen durch den Wire Cone Chair.
Für die Gebrüder Thonet in Frankenberg entwickelte er den Stuhl Freischwinger S, einen Freischwinger aus einem Stück unter Dampfdruck gebogenen Sperrholz und experimentierte mehrere Jahre damit, dieses Prinzip auf das Material Kunststoff anzuwenden. Für erste Versuche benutzte er Polyurethan-Hartschaum. 1959/60 gelang ihm mit dem Styrol-Copolymer Acrylester-Styrol-Acrylnitril (ASA) das Design des mit seinem Namen verbundenen Panton Chair, der als erster Monobloc-Freischwinger aus Kunststoff vermarktet wurde.
Im Jahr 1963 übersiedelte Panton nach Basel und begann die Zusammenarbeit mit dem Möbelhersteller Vitra. 1967 hatte Vitra das neue Material im Griff und begann mit der Serien-Produktion. Der Panton Chair verhalf Verner Panton zum endgültigen Durchbruch und führte zur weltweiten Bekanntheit. Darüber hinaus war er an dem Entwurf von Stoff-Designs beteiligt. Zwischen 1972 und 1987 konzipierte er für sein damaliges Wohnhaus in Binningen die berühmte Muschelleuchte, die heute im Restaurant der Kunsthalle Basel hängt, Pantons Stammlokal während seiner Basler Zeit.
In dieser Zeit wurde seine Abkehr von den skandinavischen Design-Traditionen deutlich. Hatten in den 1950er Jahren, die als goldenes Zeitalter des dänischen Designs galten, Gestalter wie Hans J. Wegner und Børge Mogensen mit natürlichen Materialien und handwerklicher Herstellung Erfolg, so verwendete Panton am liebsten Plastik, Gummi, Schaumstoff und Stahl – seine Entwürfe waren „Statements gegen das Establishment.“

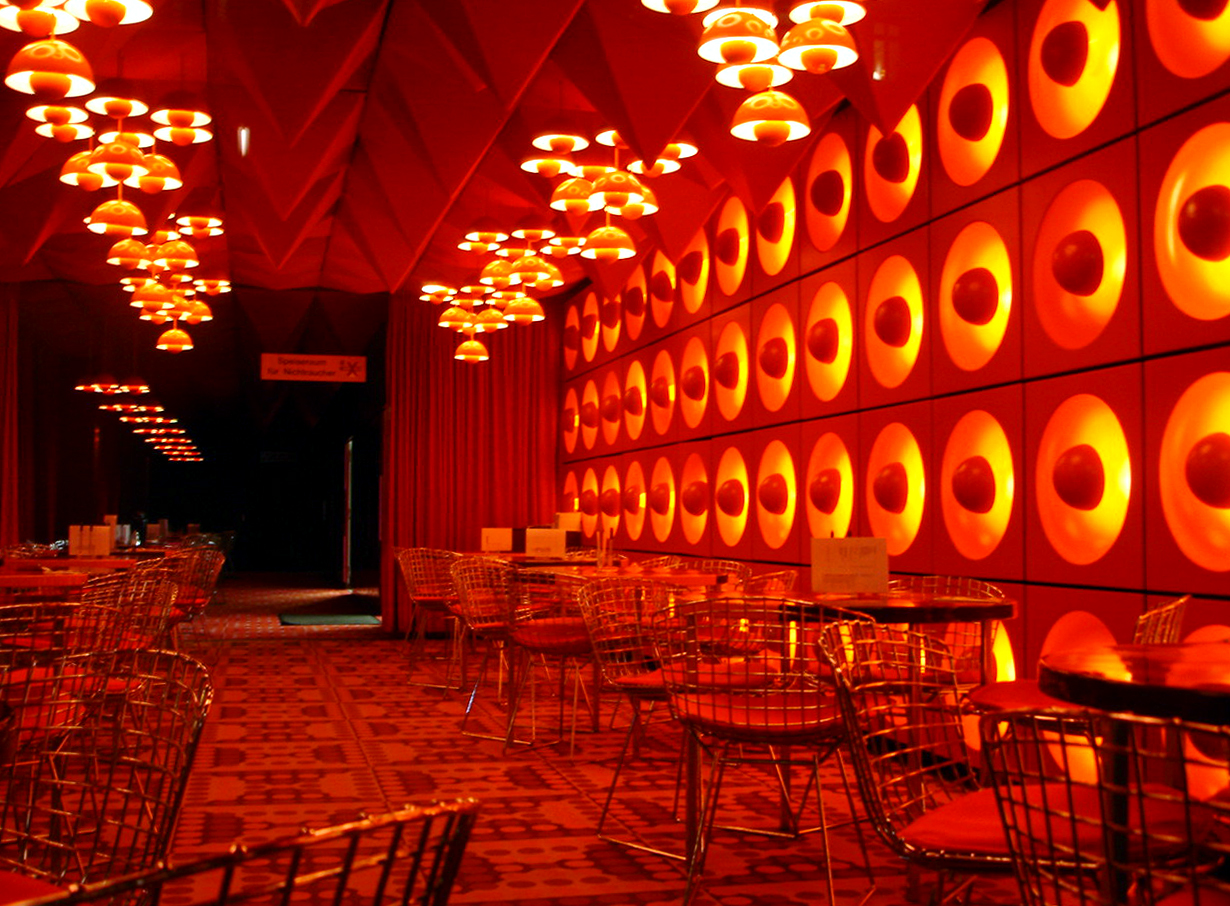
Spiegel-Kantine, Hamburg, Entwurf von 1969

Unter anderem entwarf er 1960 die Innenausstattung für das Hotel Astoria in Trondheim, im Jahr 1969 das Interieur für das Verlagshaus des Spiegels in Hamburg vom Schwimmbad im Keller über unterschiedliche Farben in jeder Etage bis zur Kantine. Nur die Spiegel-Kantine und die „Snackbar“ blieben auch nach einer Erweiterung 1998 im originalen Stil erhalten. Beim Umzug des Verlags in einen Neubau in der Hamburger Hafencity Ende 2011 wurden Teile der Snackbar im Neubau installiert. Der Rest der Einrichtung wurde in das Museum für Kunst und Gewerbe Hamburg überführt und wird dort teilweise als Period Room gezeigt.
Im Jahr 1970 folgte die Neugestaltung des Restaurants Varna in Århus und die Ausstellung der Wohn-Landschaft Visiona II in Köln aus verschiedenen Schaumstoffen, die er im Auftrag der Bayer AG für die Kölner Möbelmesse auf einem als zusätzlichem Ausstellungsraum gecharterten Binnenschiff auf dem Rhein installierte. 1974 übernahm er die Ausstattung des Gruner & Jahr Verlagshauses in Hamburg. Im Jahr 1984 wurde mit seinem Farbenkonzept die Renovierung des Zirkusgebäudes in Kopenhagen vorgenommen. Ebenfalls 1984 übernahm er eine Gastprofessur an der Hochschule für Gestaltung Offenbach am Main.
Obwohl Panton mehrere Design-Preise gewann, verlor er bereits in den 1970er-Jahren allmählich an Bedeutung. Als Grund gilt die Ölkrise, die „das Aus für den kritiklosen Umgang mit Kunststoff“ bedeutete. Mitte der 1990er erlebte er ein Revival, so brachte unter anderem das Magazin Vogue 1995 Kate Moss auf einem Panton-Stuhl sitzend auf die Titelseite. 1998 starb Verner Panton kurz vor einer geplanten Retrospektive im Kunstmuseum Trapholt in Kolding, an der er selbst mitgearbeitet hatte.

## Pantons Stil
Pantons Entwürfe waren prototypisch für die psychedelischen Designs der 1970er-Jahre und wirkten häufig eher als Raumskulptur denn als Gebrauchsgegenstand. Er verwendete klare Farben aus dem ganzen Spektrum des Regenbogens. In den 1980er-Jahren experimentierte er mit geometrischen Formen. Er war fasziniert von den Möglichkeiten der neuartigen Kunststoffe, die durch ihre Strukturlosigkeit ihm völlige gestalterische Freiheit in Form und Farbgebung gaben. Panton liebte es, mit Farben und Materialien zu experimentieren. So kreierte er unter anderem die ersten aufblasbaren Möbel aus Plastik.
Seine Vision war vor allem die vollständige Verschmelzung von Funktionen und Raumeinheiten. Möbelensembles sollten in letzter Konsequenz auch auf den Kopf gestellt noch nutzbar sein. Er „fand die Vorstellung lähmend, ein Wohnzimmer zu betreten und genau zu wissen, wo und in welcher Position er dort den Abend zu verbringen hatte.“ Sein Ziel war es, auch die traditionelle Dreiteilung des Raumes von Boden, Wänden und Decke komplett aufzuheben. Pantons legendäre Inneneinrichtungskonzepte können als der Zenit seiner Arbeit gesehen werden.
„Im Gegensatz zu vielen anderen dänischen Designern hatte er einen revolutionären, nicht evolutionären Designansatz und schuf im Laufe seiner Karriere höchst innovative, gewagte und verspielte Designs, bei denen oft modernste Technologien zur Anwendung kamen, die seinen Zukunftsoptimismus reflektierten“. Fiell, S. 545.
Sein Gesamtwerk lässt sich am besten durch ein Zitat von Verner Panton selbst beschreiben:
„Der Hauptzweck meiner Arbeit ist, die Leute anzutreiben, ihre eigene Vorstellungskraft zu nutzen“.

## Wichtige Werke
Moon Lamp (1960)

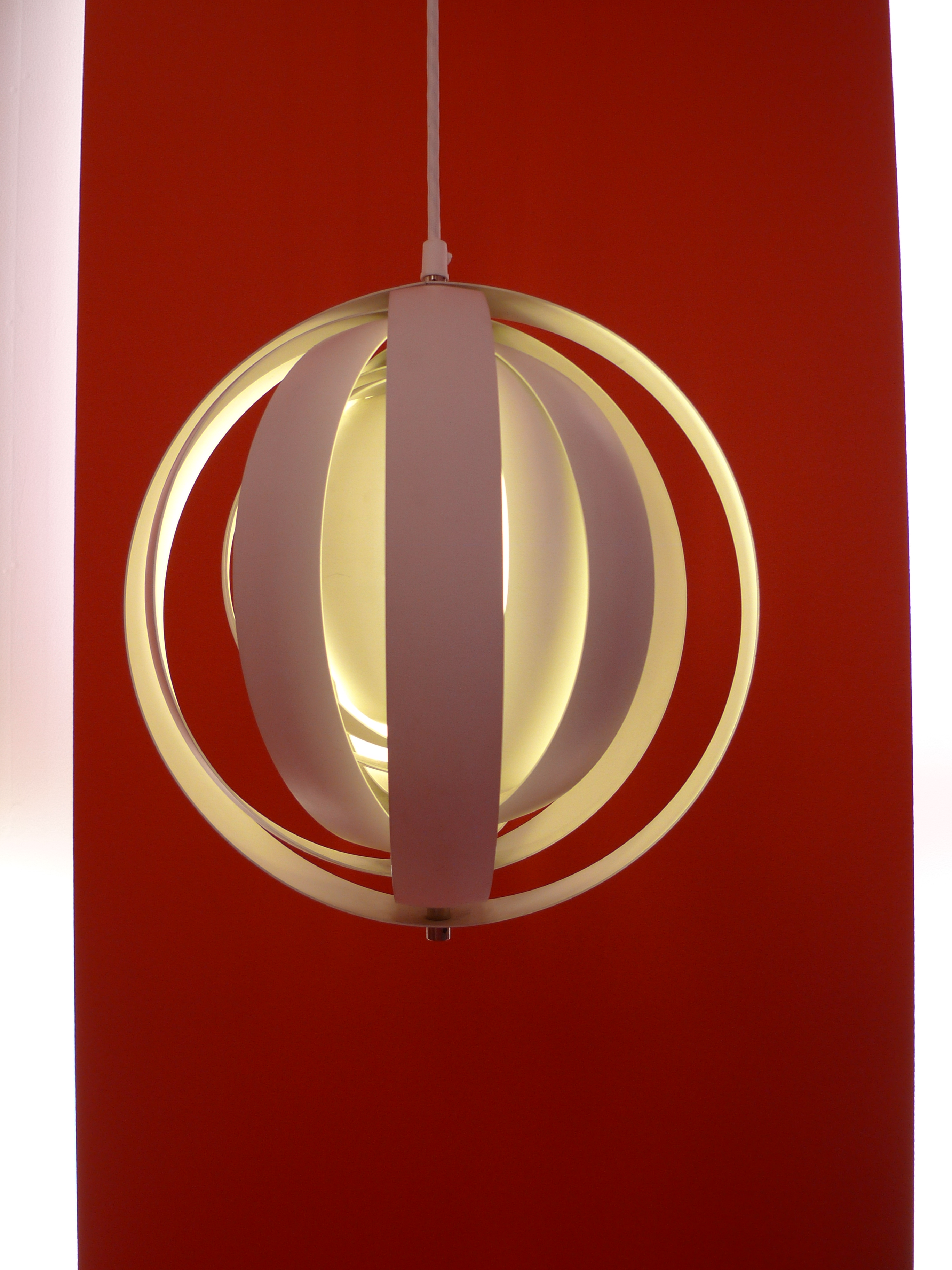
Moon Lamp, 1960

Eine der ersten Leuchten die Panton entwarf. Kugelförmige Pendelleuchte mit 10 vertikalen, fächerförmig angeordneten Aluminiumlamellen, weiß lackiert. Hersteller: Louis Poulsen, Dänemark. In den USA Visor genannt.
Panton Chair (1967)

1960 entwarf Panton den Panton Chair, die Serienproduktion begann 1967/68 (Version von 1967).

Bereits während seines Studiums beschäftigte sich Panton mit der Idee von hinterbeinlosen Stühlen. 1955 zeigte Panton erste Entwürfe eines S-förmigen Stuhls, noch aus Teakholz. Die Weiterentwicklung der Kunststoffe ermöglichte es ihm, das Konzept nochmals zu überdenken. Entscheidend war die neue kurvige Ausbildung der Fußpartie, die eine Standplatte komplett erübrigte und zudem zusätzliche Beinfreiheit schuf. Was den Panton-Chair so außergewöhnlich machte, war nicht nur sein extravagantes Design und Farbe, sondern vor allem, dass er lediglich aus einem einzigen Stück Kunststoff hergestellt wurde. Dies zeigte die Möglichkeiten, die diese neuen Werkstoffe boten.
Die technischen Schwierigkeiten waren jedoch groß: Das erste Modell aus Polystyrol war zum Sitzen noch nicht stabil genug, die ersten Serienmodelle aus lackiertem fiberglasverstärktem Polyester (1967) und Polyurethan-Hartschaum (ab 1968) waren zu aufwendig zu produzieren. 1970 wechselte der Hersteller Vitra das Material erneut, die mangelnde Belastbarkeit des verwendeten durchgefärbten Luran S führte jedoch mit der Zeit zu Brüchen des Stuhles und in der Folge 1979 zur vorübergehenden Einstellung der Produktion. Aufgrund der anhaltenden Nachfrage wurde 1983 die Fertigung des Modells von 1968 wieder aufgenommen, 1999 kam eine zweite, deutlich günstigere Variante des Panton Chair aus Polypropylen auf den Markt.
Der Panton-Chair ist das bekannteste Werk Pantons und auch einer der wichtigsten Stühle des 20. Jahrhunderts.
Pantower (1969)
Panton strebte immer an, den „Lebensraum“ Wohnung neu aufzuteilen. Er verfolgte besonders die Idee den Wohnraum vertikal zu strukturieren, um ihn an Hochhäuser besser anzupassen. Sein „Pantower“ zeigt deutlich diese Elemente und die Experimentierfreudigkeit der 1968er. Die Aufteilung in vier unterschiedlich hohen Ebenen eröffnet eine Vielzahl neuer Sitz- und Liegemöglichkeiten.
Visiona II (1970)
Auf der Kölner Möbelmesse stellte Panton seinen Entwurf einer visionären farbenfrohen Wohnlandschaft vor. Hierbei verlieren die einzelnen Raumkomponenten ihre ursprüngliche Funktion und fließen zu einem einzigen übergeordneten Raum zusammen. Eindeutige Unterscheidungen zwischen Sitz und Entspannungsflächen sind in dem höhlenartigen Raum nicht mehr möglich.

Vilbert (1992-1994)
Für IKEA entwarf Panton in den Jahren 1992–1994 den innovativen Stuhl Vilbert, der aus vier farbig beschichteten, selbst zusammenzuschraubenden MDF-Platten bestand und von Kellco Switzerland hergestellt wurde. 1993 wurde der Stuhl unter dem Namen Novopanton in Basel ausgestellt. Mangels größerer Kundennachfrage wurde der Stuhl Vilbert, der in Serienproduktion hergestellt wurde und in zwei Farbvarianten erhältlich war, von IKEA nach etwa 3.000 bis 4.000 verkauften Exemplaren aus dem Programm genommen.
PantoSeries (1995)
Die Pantoflex-Serie, hergestellt von VS Vereinigte Spezialmöbelfabriken in Tauberbischofsheim, brachte die ersten Schulstühle hervor, die auf die Ergonomie von Kindern zugeschnitten waren. Die Zusammenarbeit zwischen Verner Panton und VS dauerte von 1993 bis 1998. Wegen der guten schwingenden Sitzfläche für das dynamische Sitzen wurde die Stuhlfamilie von PantoFlex in PantoSwing umbenannt.

## Auszeichnungen und Ehrungen
Verner Panton wurde von der Stadt Weil am Rhein geehrt, in der ein Weg in der Nähe des Vitra Campus nach ihm benannt wurde. An ihm steht ein Kunstwerk von Dieter Thiel mit dem Namen „Hommage à Verner Panton“, es ist eine Reihe von 12 monochromen Säulen in den typischen Panton-Farben. Der Verner Panton Weg ist inzwischen Bestandteil des Kunstwegs 24 Stops vom Vitra Campus zur Fondation Beyeler.
- International Design Award, USA 1963, 1968, 1981
- Rosenthal Studio Preis 1966
- PH-Preis 1967
- Eurodomus 2, Italien 1968
- Medal of Austrian Building Centre, Österreich 1968
- Bundespreis „Gute Form“, Deutschland, 1972, 1986
- Møbelprisen, Dänemark 1978
- Deutsche Auswahl 1981, 1982, 1984, 1985, 1986
- Colour Prize Dänemark 1986
- Danish Design Council Annual Award, Dänemark 1991
- IF-Preis, Japan 1992
- Norwegian Design Award 1992
- Bedre Prize, Dänemark 1998

## Wichtige Ausstellungen
- Dansk Købestævne, Fredericia, Kopenhagen 1958
- Musee des Arts Decoratifs, Louvre, Paris 1969
- Museum für Angewandte Kunst, Köln 1994
- Trapholt Museum, Kolding 1998 (Retrospektive, er starb kurz vor Eröffnung der von ihm konzipierten Ausstellung)
- Design Museum, London 1999
- Nordische Botschaften, Berlin 2011[15]